# شرلوک هولمز در واشینگتن
شرلوک هولمز در واشینگتن (به انگلیسی: Sherlock Holmes in Washington) نام پنجمین فیلم از مجموعه فیلم‌های شرلوک هولمز با بازی نیگل بروس و بسیل راتبون است. این فیلم برعکس سایر فیلم‌های این مجموعه، از هیچ‌کدام از داستان‌های سر آرتور کانن دویل اقتباس نشده؛ هرچند که به وضوح ایده‌هایی را از داستان برنامه‌های بروس پارتینگتون نوشنته این نویسنده گرفته است. این فیلم توسط روی ویلیام نیل در ژانر جنایی-کارآگاهی کارگردانی و تهیه شد. ابتدا از اسکار هومولکا برای بازی در نقش برادر بزرگتر شرلوک هولمز درخواست شده بود، ولی او به دلیل مشکلات خانوادگی نتوانست این پیشنهاد را قبول کند؛ بنابراین شخصیت براردر شرلوک هولمز حذف و شخصیت آقای آرنز ایگزین آن شد؛ که توسط هولمز هربرت به تصویر کشیده شد.

## خلاصه داستان
داستان فیلم دربارهٔ کارآگاه معروف شرلوک هولمز و همکارش دکتر واتسون است. آنها به واشینگتن دی سی سفر می‌کنند تا از افتادن یک سند محرمانه به دست دشمن جلوگیری کننند.